# Antefatto (teatro)
Antefatto, nella drammaturgia è una situazione, o uno stato, preformato, dal quale prende spunto l'episodio iniziale di un dramma.
Da un punto di vista teorico, lo spettatore dovrebbe essere al corrente dell'antefatto, affinché lo svolgimento dell'episodio gli appaia comprensibile. Quindi è, abitualmente, l'autore, sempreché gradisca rispettare i canoni della tradizione, a svelare, già nelle prime scene l'antefatto, grazie ad una serie di riferimenti indiretti.
Nel teatro classico l'antefatto, solitamente, o viene espresso sotto la forma di un racconto assegnato al coro, o comunque si rivela un'esposizione chiara ed esaustiva.
Tra gli esempi più noti, si ricordano l'antefatto nelle Supplici di Eschilo svelato dal coro delle Danaidi, mentre nell'Aulularia di Plauto è il Lare domestico a spiegare i precedenti che precostituiscono l'avvio della commedia.
Il teatro moderno, con tutte le sue innovazioni e la rottura di schemi e tradizioni consolidate, non rispettando più la continuità temporale dell'azione, tende, talvolta, ad escogitare stratagemmi, come l'alterazione della luce scenica o del tono recitativo, per rappresentare all'improvviso, l'antefatto.
Comunque, la proposizione dell'antefatto, seppur svolta in modo graduale e improvvisa, è ancora molto usata nel Novecento, basti pensare alle opere di Arthur Miller, di Diego Fabbri e di Luigi Pirandello.
Anche nella cinematografia si usa la rievocazione del passato che scopre l'antefatto della vicenda: è il cosiddetto flashback.